# Villogorgia flabellata
Villogorgia flabellata is een zachte koraalsoort uit de familie Plexauridae. De koraalsoort komt uit het geslacht Villogorgia. Villogorgia flabellata werd in 1870 voor het eerst wetenschappelijk beschreven door Gray. 